# Natação no Campeonato Mundial de Esportes Aquáticos de 2019 - 1500 m livre feminino
A prova dos 1500 metros livre feminino da natação no Campeonato Mundial de Esportes Aquáticos de 2019 ocorreu entre os dias 22 de julho e 23 de julho, em Gwangju, na Coreia do Sul. 

## Recordes
Antes desta competição, os recordes mundiais e do campeonato nesta prova eram os seguintes:
| Tipo                  | Atleta        | Tempo    | Local        | Data                |
| --------------------- | ------------- | -------- | ------------ | ------------------- |
|                       | Katie Ledecky | 15:20.48 | Indianápolis | 16 de maio de 2018  |
| Recorde do campeonato | Katie Ledecky | 15:25.48 | Cazã         | 4 de agosto de 2015 |

## Medalhistas
| Ouro                    | Prata              | Bronze               |
| Simona Quadarella (ITA) | Sarah Köhler (GER) | Wang Jianjiahe (CHN) |

## Cronograma
Todos os horários são locais (UTC+9). 
| Data        | Hora  | Evento        |
| ----------- | ----- | ------------- |
| 22 de julho | 11:23 | Eliminatórias |
| 23 de julho | 20:10 | Final         |

## Resultados

### Eliminatórias
Esses foram os resultados das eliminatórias. Foram realizadas no dia 22 de julho com início às 11:23. 
| Pos. | Bateria | Raia | Nadadora                 | Nacionalidade      | Tempo    | Notas  |
| ---- | ------- | ---- | ------------------------ | ------------------ | -------- | ------ |
| 1    | 3       | 4    | Katie Ledecky            | Estados Unidos     | 15:48.90 | Q, RET |
| 2    | 2       | 4    | Simona Quadarella        | Itália             | 15:51.59 | Q      |
| 3    | 3       | 6    | Sarah Köhler             | Alemanha           | 15:54.08 | Q,     |
| 4    | 2       | 6    | Ajna Késely              | Hungria            | 15:54.48 | Q      |
| 5    | 2       | 5    | Ashley Twichell          | Estados Unidos     | 15:56.22 | Q      |
| 6    | 2       | 3    | Kiah Melverton           | Austrália          | 15:59.92 | Q      |
| 7    | 3       | 5    | Wang Jianjiahe           | China              | 16:00.17 | Q      |
| 8    | 3       | 3    | Maddy Gough              | Austrália          | 16:02.75 | Q      |
| 9    | 3       | 3    | Mireia Belmonte          | Espanha            | 16:08.37 | Q      |
| 10   | 3       | 7    | Tjaša Oder               | Eslovênia          | 16:10.14 |        |
| 11   | 2       | 2    | Giulia Gabbrielleschi    | Itália             | 16:16.01 |        |
| 12   | 2       | 7    | Kristel Köbrich          | China              | 16:16.26 |        |
| 13   | 3       | 1    | Jimena Pérez             | Espanha            | 16:19.61 |        |
| 14   | 3       | 8    | Julia Hassler            | Liechtenstein      | 16:25.59 |        |
| 15   | 3       | 0    | Anastasiya Kirpichnikova | Rússia             | 16:27.59 |        |
| 16   | 2       | 0    | Tamila Holub             | Portugal           | 16:29.57 |        |
| 17   | 2       | 9    | Emma O'Croinin           | Canadá             | 16:30.46 |        |
| 18   | 2       | 8    | Diana Durães             | Portugal           | 16:30.67 |        |
| 19   | 1       | 4    | Marlene Kahler           | Áustria            | 16:32.00 |        |
| 20   | 3       | 9    | Viviane Jungblut         | Brasil             | 16:36.25 |        |
| 21   | 1       | 3    | Gan Ching Hwee           | Singapura          | 16:44.65 |        |
| 22   | 1       | 5    | Han Da-kyung             | Coreia do Sul      | 16:49.13 |        |
| 23   | 2       | 1    | Zhang Ke                 | China              | 16:50.55 |        |
| 24   | 1       | 7    | Arianna Valloni          | San Marino         | 16:56.98 |        |
| 25   | 1       | 2    | Ho Nam Wai               | Hong Kong          | 16:59.13 |        |
| 26   | 1       | 6    | Matea Sumajstorčić       | Croácia            | 17:02.01 |        |
| 27   | 1       | 8    | Julia Arino              | Argentina          | 17:17.99 |        |
| 28   | 1       | 1    | Souad Cherouati          | Argélia            | 17:25.12 |        |
| 29   | 1       | 0    | Eva Petrovska            | Macedônia do Norte | 17:35.18 |        |

### Final
A final foi realizada em 23 de julho às 20:10. 
| Pos.              | Raia | Nadadora          | Nacionalidade  | Tempo    | Notas            |
| ----------------- | ---- | ----------------- | -------------- | -------- | ---------------- |
| Medalha de ouro   | 4    | Simona Quadarella | Itália         | 15:40.89 | Recorde nacional |
| Medalha de prata  | 5    | Sarah Köhler      | Alemanha       | 15:48.83 | Recorde nacional |
| Medalha de bronze | 7    | Wang Jianjiahe    | China          | 15:51.00 |                  |
| 4                 | 6    | Ashley Twichell   | Estados Unidos | 15:54.19 |                  |
| 5                 | 1    | Maddy Gough       | Austrália      | 15:59.40 |                  |
| 6                 | 3    | Ajna Késely       | Hungria        | 16:01.35 |                  |
| 7                 | 2    | Kiah Melverton    | Austrália      | 16:01.38 |                  |
| 8                 | 8    | Mireia Belmonte   | Espanha        | 16:02.10 |                  |

Legenda
| Recorde mundial       | Recorde mundial (World record)               |                       | Recorde africano                      | Recorde africano (African) |                                           | Q | Classificado por posição (Qualified) |
| Recorde do campeonato | Recorde do campeonato (Championship record)  | Recorde da América    | Recorde da América (Americas)         | q                          | Classificado por melhor tempo (Qualified) |   |                                      |
| Melhor marca do ano   | Melhor marca do ano (World leading)          | Recorde asiático      | Recorde asiático (Asian)              | DNS                        | Não largou (Did not start)                |   |                                      |
| Recorde nacional      | Recorde nacional (National record)           | Recorde europeu       | Recorde europeu (European)            | DNF                        | Não terminou (Did not finish)             |   |                                      |
| Recorde pessoal       | Recorde pessoal do atleta (Personal best)    | Recorde da Oceania    | Recorde da Oceania (Oceania)          | DSQ / DQ                   | Desclassificado (Disqualified)            |   |                                      |
| Recorde da temporada  | Recorde da temporada do atleta (Season best) | Recorde sul-americano | Recorde sul-americano (South America) | NM                         | Sem marca (No mark)                       |   |                                      |